# Magic Hour (álbum de Tomorrow X Together)
Magic Hour (estilizado como MAGIC HOUR) es el primer sencillo en CD japonés del grupo masculino surcoreano Tomorrow X Together. Este debut en el mercado japonés fue lanzado el 15 de enero de 2020 a través de Republic Records.

## Antecedentes
El 18 de noviembre de 2019, se anunció el debut en Japón del grupo, confirmándose al mismo tiempo que su primer sencillo japonés sería lanzado por Republic Records.
Incluye las versiones en japonés de «9 and Three Quarters (Run Away)» y «Angel Or Devil» del álbum The Dream Chapter: Magic, así como la versión en japonés de «Crown» de su EP debut The Dream Chapter: Star.
La versión japonesa de «9 and Three Quarters (Run Away)» fue utilizada como tema de cierre de la tercera temporada del programa Popteen Kabā Gāru Sensō emitido por AbemaTV y como tema de apertura de Buzz Rhythm de Nippon TV.

## Videoclip
El 15 de enero, coincidiendo con el lanzamiento del sencillo, se publicó el vídeo musical de «9 and Three Quarters (Run Away)».
El vídeo comienza con una escena de baile en un centro de juegos con el cartel «9¾» de fondo. Luego, los miembros abren una puerta que los lleva a un emocionante viaje en una montaña rusa, transportándolos al mundo de los videojuegos. La animada coreografía y los efectos visuales, reminiscentes de una película de ciencia ficción, presentan a los integrantes de manera vibrante y dinámica.

La clave de esta canción está en el sonido de la guitarra de fondo, nuestras voces cautivadoras y la letra. En el vídeo musical, nos hemos centrado en expresar emociones y gestos que se ajusten al ambiente de la canción. Presten atención a nuestra sincronizada y elegante coreografía.
Tomorrow X Together

## Lista de canciones
| CD    | | |             |          |  |
| N.º   | Título                                                                                                  | Letras | Música      | Duración |  |
| 1.    | «Run Away (Japanese version)» (Tema final de Popteen Kabā Gāru Sensō y tema de apertura de Buzz Rhythm) | Slow Rabbit, Supreme Boi, Melanie «Joy» Fontana , Michel «Lindgren» Schulz, Andreas Carlsson, «Hitman» Bang, Pauline Skótt, Peter St James | Slow Rabbit | 3:32     |  |
| 2.    | «Crown (Japanese version)»                                                                              | Slow Rabbit, Melanie «Joy» Fontana, Michel «Lindgren» Schulz, Supreme Boi, «Hitman» Bang, Mayu Wakisaka                                    | Slow Rabbit | 3:51     |  |
| 3.    | «Angel or Devil (Japanese version)»                                                                     | Pdogg, Supreme Boi, Slow Rabbit, Melanie «Joy» Fontana, Michel «Lindgren» Schulz, «Hitman» Bang, Peter Ibsen, Naitumela Masuku             | Slow Rabbit | 3:52     |  |
| 11:13 | | |             |          |  |

| DVD - Edición Limitada A |                                                                             |          |  |
| N.º                      | Título                                                                      | Duración |  |
| 1.                       | «Run Away (Japanese version)» (Vídeo musical)                               |          |  |
| 2.                       | «Run Away (Japanese version)» (Vídeo musical y detrás de cámaras del vídeo) |          |  |

| DVD - Edición Limitada B |                           |          |  |
| N.º                      | Título                    | Duración |  |
| 1.                       | «Making of Jacket Photos» |          |  |

## Promoción
El evento de lanzamiento de este sencillo se celebró el 15 de enero de 2020 en el Roppongi Hills Arena. Entre los 2000 fans seleccionados por sorteo entre los compradores del sencillo, el grupo interpretó las canciones, además se proyectó un vídeo con un mensaje del dúo cómico Chocolate Planet con el nombre «TT兄弟», en honor al grupo.
El 23 de enero, se llevó a cabo un evento conmemorativo del lanzamiento en Ikebukuro Sunshine City Alpa Fountain Square. Mientras 2000 personas asistían, se interpretó la versión japonesa de «Run Away».

## Posicionamiento en listas
| Lista (2020)          | Mejor posición |
| --------------------- | -------------- |
| Japón (Oricon Daily)  | 1              |
| Japón (Oricon Albums) | 2              |

## Ventas y certificaciones

### Álbum
| País                        | Ventas  | Certificación |
| --------------------------- | ------- | ------------- |
| Japón (Oricon Albums Chart) | 120 900 | Oro           |

## Historial de lanzamientos
| País  | Fecha               | Formato              | Sello                                   |
| ----- | ------------------- | -------------------- | --------------------------------------- |
| Japón | 15 de enero de 2020 | CD, descarga digital | Republic Records, Universal Music Japan |
| Mundo | 15 de enero de 2020 | Descarga digital     |                                         |